# 中央消防署 (市原市)
中央消防署（ちゅうおうしょうぼうしょ）は千葉県市原市国分寺台中央にある市原市消防局の消防署。市原市の市原地区南部の僅かな区域と五井地区南東部及び三和地区の全域を管轄している。

## 概要
市原市北東部の五井地区に位置する。五井地区は市原市の地区で唯一消防署が2箇所存在しており、中央消防署は市原地区南部の僅かな区域と五井地区南東部及び三和地区の全域を、五井消防署は五井地区北西部の中心市街地と臨海工業地域を管轄している。

## 沿革
沿革は以下の通りである。
- 1966年（昭和41年）7月 - 五井2870番地2に消防本部と共に消防署を設置。
- 1967年（昭和42年）
  - 4月 - 化学車を配置。
  - 11月 - 化学梯子付ポンプ車（24ｍ級）を配置。
- 1968年（昭和43年）9月 - 丸善石油から救急車を受贈、配置。
- 1970年（昭和45年）4月 - 泡原液輸送車を配置。
- 1971年（昭和46年）
  - 5月 - 日本消防協会から広報車を受贈、配置。
  - 11月 - 日本損害保険協会から化学車を受贈、配置。
- 1975年（昭和50年）1月1日 - 五井5500番地（現：五井消防署）に仮移転。
- 1976年（昭和51年）
  - 1月
    - 千葉県共済農業協同組合連合会から救急車を受贈、配置。
    - 資機材搬送車を配置。

  - 3月 - 川岸産業から泡消火薬剤搬送車を受贈、配置。
  - 4月 - 惣社1060番地1（現所在地）に新庁舎が完成。消防署の名称を中央消防署に変更。
  - 5月 - 中央消防署を惣社1060番地1に移転。
- 1977年（昭和52年）3月
  - 中央消防署加茂分署を平野167番地1に設置。
  - 大型高所放水車・大型化学車・司令車を配置。
- 1979年（昭和54年）3月 - 中央消防署姉崎分署を姉崎海岸49番地1に移転。
- 1981年（昭和56年）1月 - 中央消防署光風台分署を光風台2丁目464番地1に設置。
- 1983年（昭和58年）4月 - 中央消防署姉崎分署が消防署に昇格して西消防署になる。
- 1984年（昭和59年）
  - 3月 - 中央消防署南総分署を改築。
  - 11月 - 梯子付ポンプ自動車（30m級）を配置。
- 1985年（昭和60年）12月 - ポンプ付工作車を配置。
- 1988年（昭和63年）4月 - 中央消防署南総分署が消防署に昇格して南消防署になる。
- 1992年（平成4年）4月 - 高規格救急車を配置。
- 1997年（平成9年）7月 - 指揮車を配置。
- 1998年（平成10年）5月1日 - 換地処分に伴う地番変更により国分寺台中央1丁目1番地1となる。
- 2001年（平成13年）9月 - 国分寺台土地区画整理組合から高規格救急車を受贈、更新配置。
- 2005年（平成17年）3月 - 先端屈折梯子車（30m級）を配置。
- 2006年（平成18年）
  - 3月 - 電源照明車を配置。
  - 10月 - 検査車を配置。
- 2012年（平成24年）3月 - 高規格救急車を配置。
- 2015年（平成27年）
  - 3月 -  国からの無償使用制度により、エネルギー・産業基盤災害即応部隊車両として、大型放水砲搭載ホース延長車、大容量送水ポンプ車を配置。
  - 10月 - 一般市民から指揮統制車を受贈、配置。
- 2016年（平成28年）3月 - 指揮車を更新配置。
- 2022年（令和4年）3月 -  災害対応特殊水槽付消防ポンプ自動車（II型）を配置。

## 組織
- 予防係
- 警防係1部
- 警防係2部
- 救急係1部
- 救急係2部

## 施設

### 敷地
敷地に関する詳細は以下の通りである。
| 所在地     | 現地番     | 千葉県市原市国分寺台中央1丁目1番地1 |
| 所在地     | 旧地番     | 千葉県市原市惣社1060番地1           |
| 敷地面積   | 敷地面積   | 2,368m2                             |
| 用途地域   | 用途地域   | 近隣商業地域                        |
| 指定建蔽率 | 指定建蔽率 | 80%                                 |
| 指定容積率 | 指定容積率 | 200%                                |
| 所有者     | 所有者     | 市原市                              |
| 取得価格   | 取得価格   | 587,217,000円                       |

### 建物
敷地内の建物に関する詳細は以下の通りである。
| 棟番号 | 棟名称 | 構造 | 階数        | 延床面積   | 建築年 | 耐震情報 | 耐震情報   | 耐震情報 | 備考 |
| 棟番号 | 棟名称 | 構造 | 階数        | 延床面積   | 建築年 | 基準     | 診断       | Is値     | 備考 |
| ------ | ------ | ---- | ----------- | ---------- | ------ | -------- | ---------- | -------- | ---- |
| 001    | 庁舎   | RC造 | 地上4階建て | 3,221.25m2 | 1976年 | 旧基準   | 耐震補強済 | 0.93     |      |
| 002    | 車庫   | S造  | 地下1階建て | 123.20m2   | 1986年 | 新基準   | 耐震性有   | 不明     |      |

## 光風台分署

### 組織
- 警防1部
- 警防2部
- 救急1部
- 救急2部

### 施設
- 敷地面積：1,134.4 m2
- 海抜：19 m
- 建設：1981年1月
- 構造：RC造2階建て
- Is値：1.36
- 建築延面積：497.9 m2
- 耐震補強：必要なし

## 配備車両
| 所属名     | 車名                          | 車両メーカー | 艤装メーカー     | 配備年月   | 免許   |       |
| ---------- | ----------------------------- | ------------ | ---------------- | ---------- | ------ | ----- |
| 中央消防署 | 水槽付消防ポンプ自動車 (II型) | 日野自動車   | モリタ           | 2022年3月  | 中型   | [ 1 ] |
| 中央消防署 | 消防ポンプ自動車              | 日野自動車   | モリタ           | 2010年3月  | 準中型 | [ 1 ] |
| 中央消防署 | 電源照明車                    | いすゞ自動車 | 野口ポンプ製作所 | 2006年3月  | 準中型 | [ 1 ] |
| 中央消防署 | 高規格救急車                  | トヨタ自動車 | 千葉トヨタ自動車 | 2019年9月  | 普通   | [ 1 ] |
| 中央消防署 | 検査車                        | 三菱自動車   | ー               | 2006年9月  | 普通   | [ 1 ] |
| 中央消防署 | 指揮車                        | トヨタ自動車 | ネイチャー       | 2015年3月  | 普通   | [ 1 ] |
| 光風台分署 | 消防ポンプ自動車              | 日野自動車   | モリタ           | 2010年12月 | 準中型 | [ 1 ] |
| 光風台分署 | 小型動力ポンプ付積載車        | トヨタ自動車 | 吉田商会         | 2019年12月 | 普通   | [ 1 ] |
| 光風台分署 | 高規格救急車                  | トヨタ自動車 | 千葉トヨタ自動車 | 2015年3月  | 普通   | [ 1 ] |

## 管轄区域
市原市役所五井支所管内（五井消防署管轄区域除く）及び三和支所管内及び市原支所管内のうち藤井・西野谷の一部

## アクセス

### 中央消防署

#### 鉄道
- 内房線五井駅下車後徒歩45分
- 小湊鐵道線上総村上駅または海士有木駅下車後徒歩22分

#### バス
- 小湊鐵道「市役所前」下車後徒歩2分

#### 道路
- 館山自動車道市原IC

### 光風台分署

#### 鉄道
- 小湊鐵道光風台駅下車後徒歩12分

#### バス
- 小湊鐵道「双葉中学校」下車後徒歩3分